# 루브 올드링
르우벤 헨리 "루브" 올드링(Reuben Henry "Rube" Oldring, 1884년 5월 30일 ~ 1961년 9월 9일)은 미국의 전 프로 야구 선수로, 1900년대와 10년대에 메이저 리그 베이스볼(MLB)에서 외야수로 뛰었다. 통산 13시즌 동안 뉴욕 하이랜더스/양키스와 필라델피아 애슬레틱스에서 뛰었다. 1911년 월드 시리즈와 1913년 월드 시리즈 우승을 경험했다.